# 妖獸都市 (1987年動畫電影)
《妖獸都市》（原題：妖獣都市，英語片名：Wicked City），為根據菊地秀行原作小說《妖獸都市》改編，於1987年4月19日上映的日本動畫電影，由川尻善昭執導。本片也是原作者盛讚「最接近原作小說風格」的改編版本，1988年並曾於香港上映，2022年則於台灣正式上映。

## 概要
本片可堪稱為導演川尻善昭的成名之作，而他的個人特殊影像手法與風格，也多半已在本片中明確樹立。
本片的原始企畫僅為35分鐘左右的OVA作品，後來卻在製作分鏡稿時，發展成為87分鐘的電影。不過川尻導演巧妙活用了當時為35分鐘版所製作的分鏡來擴展劇情長度，並且還增加了原作中未出現的新角色（如蜘蛛女）與場景，構築出動畫版的獨特世界觀。本片的成果，連一向對動畫不甚有好感的原作者菊地秀行都大為讚賞，後來香港電影導演徐克還曾向川尻導演提出請他執導真人版的企畫，最後雖未能實現，但也促成徐克在1992年擔任了麥大傑執導的真人電影版《妖獸都市》（黎明、李嘉欣主演）的監製。
值得注意的是本片只有一集，而由於當年香港上映時票房成績不錯，有發行商為了延續此熱潮便利用其他動畫電影以「掛羊頭賣狗肉」方式重新剪輯及更改故事內容和對白，偽裝成《妖獸都市2地獄聖女》（實為永井豪漫畫改編的《鬥魔王傑克》）及《妖獸都市3魔界風雲》（實為川尻善昭後來執導的原創作品《獸兵衛忍風帖》）於香港上映。

## 劇情大綱
故事始於東京，瀧蓮三郎表面上是平凡上班族，真實身分為了人界與魔界之間的和平而奮戰的「黑暗護衛」，因為和平條約及黑暗護衛的努力，兩個世界數百年來維持和平，而世人也不知道魔界的存在。瀧蓮三郎在酒吧結識了年輕女郎加奈子，並與她發生一夜情，在性愛過程中加奈子竟變成蜘蛛外型的惡魔，並表示自己已經取得精液樣本，之後迅速逃離。次日，瀧被指派與魔界的美女麻紀繪共同擔任喬瑟貝‧邁亞多的護衛，讓他能順利處理兩界的簽約事宜。
瀧和麻紀繪擊潰反對簽約的魔界激進份子，並在機場與邁亞多會合，發現他不過是個超過兩百歲的任性好色老頭。之後三人進旅館過夜，此旅館設有靈力防護罩，免於外敵入侵。在瀧下棋消磨時間時，他提到自己不確定人界和魔界是否有守護的價值，旅館老闆表示只有當他發現值得自己守護的事物時，才會參透自己的價值。之後魔界激進派份子金恩襲擊旅館，雖然遭到瀧擊斃，但邁亞多卻趁機溜走。
瀧和麻紀繪追查之後，發現邁亞多在泡泡浴享樂，而他也遭到魔界激進派份子暗算。在救出邁亞多後，兩人駕車帶邁亞多到醫院，途中深陷妖閉空間無法逃脫，麻紀繪雖以自身的力量將妖閉空間破除，使瀧與邁亞多平安脫身，卻遭到觸手惡魔俘虜。在邁亞多於醫院接受治療期間，激進份子的領導者Mr.影使用靈能投射麻紀繪遭受凌辱的影像，煽動瀧出面前往營救她，瀧明知這是陷阱，也知道此舉違反任務指示，但仍然決定前去搭救。瀧闖入距離醫院有段距離的破舊建築，並遭到惡魔包圍，一名惡魔以女性姿態試圖色誘瀧，並問他是否曾和麻紀繪有過肉體關係，瀧在突破誘惑後予以反擊，除掉侵犯麻紀繪的魔界分子，並和Mr.影打成兩敗俱傷，之後Mr.影暫時撤退。
在麻紀繪和瀧照料對方時，麻紀繪坦承自己曾和已在旅館被殺的金恩交往過，而她成為黑暗護衛的理由，則是希望兩界和平。返回醫院後，兩人因違背任務命令而遭解任，瀧的上司還指出瀧最大的缺點就是生性浪漫。當兩人駕車穿過隧道時，遭到蜘蛛女埋伏並凌遲，然而，霎時卻出現一道不尋常的閃電劈死蜘蛛女，之後麻紀繪和瀧身負重傷不省人事。兩人醒來後發現自己身在教堂中，之後彼此終於深情結合。
Mr.影對麻紀繪和瀧發動最後一次攻擊，但卻出人意料地被邁亞多發出的閃電擋下，邁亞多透露自己實際上是被雇來保護兩人的保鑣，因為麻紀繪和瀧是兩界數千年來努力之下培育出的可混血者，因此麻紀繪和瀧可能可以培育出兼具人類和魔界資質的子嗣。之後邁亞多和瀧聯手把Mr.影打成半殘，麻紀繪給予致命一擊，由於麻紀繪體內已經懷有與瀧之間的骨肉，使她的能力大幅提升。邁亞多表示，麻紀繪和瀧已經成為兩界中第一對可以生育人類與魔界混血之子的伴侶，而他們的關係也有助兩界和平。瀧含蓄地表示自己已經真心愛上麻紀繪，並暗忖自己已經找到值得守護的對象，而兩人的孩子也將肩負守護兩界的未來。在孩子長大成人之前，瀧將會繼續擔任黑暗護衛，以保護自己珍視的家人。

## 製作群
- 製作：升水惟雄、久里耕介
- 製片：倉田研次、瀨谷慎
- 原作：菊地秀行（德間書店刊）
- 編劇：長希星
- 設定：丸山正雄
- 導演、人物設定、作畫監督、音響監督[2]：川尻善昭
- 作畫監督補佐：竹井正樹
- 美術監督：男鹿和雄
- 攝影監督：石川欽一
- 剪輯：尾形治敏
- 音樂製作人：小暮一雄
- 音樂：東海林修
- 助理導演：楠美直子、福島宏之
- 製作協力：、Madhouse
- 製作：

## 配音
- 滝蓮三郎：屋良有作
- 麻紀絵：藤田淑子
- 喬瑟貝‧邁亞多：永井一郎
- Mr.影：青野武
- 蜘蛛女：横尾まり
- 飯店老闆：大木民夫
- 金恩（麻紀絵在魔界的前男友）：戶谷公次
- 社長：村松康雄
- 泰國浴女郎：安藤亞里沙
- 魔界女子：向殿あさみ

## 主題歌
- 片尾曲：「HOLD ME IN THE SHADOW」

演唱：当山瞳、作詞：龍真知子、作曲：井田良廣、編曲：京田誠一
- 插曲：「IT'S NOT EASY」

演唱、作詞：当山瞳、作曲：都志見隆、編曲：京田誠一

## 註解
1. ↑  引自2008年出版的《PLUS MADHOUSE 2 川尻善昭》（旬報社）一書的川尻導演專訪中本人所言。
2. ↑  片中字幕並未列名，但川尻導演後來在他的官網專訪當中提及此事。